# Sunde
Sunde är en ort i Kvinnherads kommun i Vestland fylke i västra Norge. Orten ligger sydväst om Folgefonnhalvøya. Statistisk sentralbyrå räknar orterna Sunde och Valen som delar av tätorten Sunde/Valen och tillsammans bodde det 1 798 invånare i orterna 2007.
Förutom en sardinfabrik och konservindustri var skeppsbygge mycket viktigt för orten. Under dess storhetstid under början av 1900-talet förvandlades Sunde till trafikknutpunkt och handelscentrum för hela Sunnhordland. Vad som fanns här var t.ex. en vårdcentral, post och många butiker. Men efter att industrin försvunnit under andra hälften av 1900-talet försvann en stor del av servicen.
Fram tills att Halsnøytunneln öppnade år 2008 var Sunde trafikknutpunkt för färjelinjerna i området med färjelinjer till bland annat ön Stord. Idag används färjeterminalen till kaj för hurtigruten och oregelbundna färjelinjer.